# 稲沢市立小正小学校
稲沢市立小正小学校（いなざわしりつこしょうしょうがっこう）は、愛知県稲沢市小池正明寺町にある公立小学校。

## 概要
- 1981年、稲沢市立稲沢東小学校から分離し開校。

## 沿革
- 1981年（昭和56年）
  - 4月1日 - 稲沢市立稲沢東小学校から分離し、稲沢市立小正小学校として開校。
  - 4月3日 - 開校式を行う。
- 1982年（昭和57年）3月17日 - 屋内運動場が完成する。

## 通学区域
- 小池正明寺町（北街道を除く）、正明寺1丁目、正明寺2丁目の一部、正明寺3丁目、小池1丁目の一部、小池2丁目、小池3丁目、小池4丁目、駅前2丁目の一部、駅前3丁目、駅前4丁目、御供所町の一部、長束町（住宅公団を除く）、国府宮2丁目の一部、国府宮3丁目の一部、井之口沖ノ田町の一部、菱町（1を除く）[1]。

## 進学先中学校
- 稲沢市立稲沢中学校

## 交通アクセス
- JR東海東海道本線稲沢駅下車、徒歩約15分。

## 周辺施設
- 稲沢市立稲沢中学校
- 稲沢市民病院
- 稲沢市民会館
- 稲沢中央図書館
- JR東海道本線稲沢駅
- 三菱電機ビルソリューションズ稲沢ビルシステム製作所
  - SOLAÉ